# Tijdschrift voor Geschiedenis
Tijdschrift voor Geschiedenis (TvG) is een Nederlands wetenschappelijk tijdschrift gewijd aan de geschiedenis in brede zin. Het tijdschrift heeft als doelstelling een platform te bieden aan historici en andere geesteswetenschappers, ongeacht de periode of regio van onderzoek. Ook worden historiografische artikelen gepubliceerd.
Sinds de start van het tijdschrift in 1886 is het onder verschillende namen verschenen. In 1892-1893 verscheen het tijdschrift onder de naam Geschiedenis en aardrijkskunde, daarna kreeg het de titel Tijdschrift voor Geschiedenis, land- en volkenkunde, om sinds 1920 weer te verschijnen onder de oorspronkelijke titel Tijdschrift voor Geschiedenis. Vanaf 1920 verdween het toevoegsel ‘land- en volkenkunde’ en kreeg het blad zijn eerste naam terug. In 1944-1945 zijn geen nummers verschenen. Tussen 1974 en 1999 verscheen bovendien het tijdschrift Theoretische Geschiedenis dat vanaf 1999 opging in Tijdschrift voor Geschiedenis. 